# Alistair Donohoe
Alistair Donohoe (nacido el 3 de marzo de 1995) es un ciclista paralímpico australiano. Tras sufrir una discapacidad en el brazo derecho en 2009, se convirtió en medallista múltiple en el Campeonato Mundial de ciclismo en ruta UCI y en el Campeonato Mundial de ciclismo en pista UCI. Ganó medallas de plata en persecución individual C5 y Contrarreloj masculino en carretera en los Juegos Paralímpicos de Río 2016.

## Biografía
Donohoe nació el 3 de marzo de 1995 en Nhulunbuy, Territorio del Norte. En 2009, a los catorce años, se lesionó el tríceps derecho como resultado de un accidente en que su brazo quedó atrapado en una cuerda mientras intentaba saltar a un arroyo desde un árbol. Esto derivó en el uso limitado de su brazo derecho. Asistió a Xavier College. Vive en Melbourne, Victoria.

## Carrera deportiva
Comenzó en ciclismo competitivo en 2010 después de participar en Rugby Union, BMX y triatlón. Su amor por el ciclismo fue el resultado de su tiempo como triatleta en Darwin, Territorio del Norte. Compite tanto en ciclismo como en para-ciclismo. Fue Michael Gallagher quien después de notar su brazo deformado le sugirió que considerara el paraciclismo Está clasificado como atleta C5. En el Campeonato del Mundo de ciclismo en pista UCI 2013, ganó medallas de bronce en el Contrarreloj masculino C5 y C5. Compitiendo en el Campeonato Mundial de ciclismo en pista UCI 2014 en Aguascaliente, México, ganó medallas de bronce en el contrarreloj C5 masculino de 1   km (1: 03.788) y la final de la exposición masculina C-1-5 scratch race. En 2014, en el Campeonato Mundial de Paraciclismo de la UCI en Greenville, Carolina del Sur, ganó la medalla de oro en la Carrera en carretera masculina C5 y terminó sexto en el Contrarreloj masculino.
En enero de 2015, terminó tercero en los Campeonatos Nacionales de ciclismo de ruta Mars Cycling Australia Road Under 23 Road Race en Buninyong, Victoria. En el Campeonato del Mundo de ciclismo en pista UCI 2015 en Apeldoorn, Países Bajos, ganó la medalla de oro en los 15   km Scratch Race C5 y medallas de plata en Persecución individual masculina C5 y 1   km por Tiempo de prueba C5.
En el Campeonato Mundial de Para-ciclismo UCI 2015 en Nottwil, Suiza, ganó la medalla de oro en la Carrera por carretera C5 y plata en el Contrarreloj C5 masculino.
En enero de 2016, terminó cuarto en los Campeonatos Nacionales de ciclismo de ruta de Australia Mars Under 23 Road Race en Buninyong, Victoria. En el Campeonato Mundial de ciclismo en pista UCI 2016 en Montichiari, Italia, finalizó segundo en la categoría masculina de  4 km de persecución individual C5. También ganó las medallas de bronce en la categoría masculina 1   km Contrarreloj C5 y Scratch Race masculino C4–5.
En los Juegos Paralímpicos de 2016, ganó medallas de plata en persecución individual C5 y Contrarreloj masculino C5. En la carrera de carretera C4-5 chocó con el ucraniano Yehor Dementyev mientras corrían hacia la línea de meta. Los dos líderes estaban luchando por la victoria en el evento de 84   km antes de que Dementyev, luego descalificado, se desviara hacia el australiano y ambos se estrellaron contra el suelo. Donohoe cruzó la línea sin su bicicleta.
En el Campeonato del Mundo de ciclismo en pista UCI 2017 en Los Ángeles, Estados Unidos, ganó la medalla de plata en la carrera C4-5.
En el Campeonato Mundial de ciclismo en ruta UCI 2017, Pietermaritzburg, Sudáfrica, terminó octavo en la prueba contrarreloj masculina C5 y séptimo en la carrera C4-5.
Ganó la medalla de plata en la Scratch Race masculina C4-5 en el Campeonato Mundial de ciclismo en pista UCI 2018, Río de Janeiro, Brasil.
También ganó la medalla de oro en el Road Race C5 masculino en el Campeonato Mundial de ciclismo en ruta UCI 2018, Maniago, Italia.
En el Campeonato Mundial de ciclismo en pista de la UCI 2019 en Apeldoorn, Países Bajos, ganó medallas de oro en Persecución individual masculina C5 y Carrera Scratch C5.
En el Campeonato Mundial de ciclismo en ruta UCI 2019 en Emmen, Países Bajos, ganó la medalla de oro en la prueba contrarreloj masculina C5 y bronce en la carrera C5.
En el Campeonato Mundial de ciclismo en pista de la UCI 2020, Milton, Ontario, ganó la medalla de oro en la carrera Scratch C5.
En 2016, fue becario del Instituto Victoriano de Deporte.

## Reconocimientos
- 2014: Premio Juvenil 2XU del Instituto Victoriano de Deporte para atletas menores de 20 años.[27]
- 2014 - Ciclismo Australia Atleta Élite del paraciclismo Masculino del Año.[28]
- 2015 - Ciclismo Australia Atleta Élite del paraciclismo Masculino del Año.[29]
- 2015 - Premios del Instituto Australiano del Deporte # AIS Para Rendimiento del año[30]
- 2018 - Ciclismo Australia Atleta Élite del paraciclismo Masculino del Año[31]
- 2018 - Instituto Victoriano de Deportes Atleta Paralímpico del Año.
- 2019 - Ciclismo Australia Paraciclista de pista masculino del año.[32]